# Sphinx (generador de documentación)
Sphinx es un software generador de documentación que convierte ficheros reStructuredText en sitios web HTML  y otros formatos, incluyendo PDF, EPub y man. Saca provecho de la naturaleza extensible de reStructuredText y sus extensiones (ej. para generar automáticamente documentación desde código fuente, escribir notación matemática o resalzar código). El primer lanzamiento público, la versión 0.1.61611, se hizo el 21 de marzo de 2008. Se desarrolló y usó extensivamente por y para el Proyecto de documentación Python. El logotipo de la herramienta se inspira en el símbolo egipcio del ojo de Horus, Udyat
Desde su introducción en 2008, Sphinx ha sido adoptado por muchos otros proyectos Python importantes, como Bazaar, SQLAlchemy, MayaVi, Sage, SciPy, Django y Pylons; también se usa para documentar la API Python de Blender. Destaca entre ellos, la recopilación documental de todo el proyecto mozilla.org llamado Bedrock. El proyecto Read the Docs, que automatiza el proceso de construir y subir documentación Sphinx después de cada commit, se creó para hacer más sencillo el mantenimiento de la documentación. Sphinx está patrocinado por la Python Software Foundation.